# Cephalomanes clathratum
Cephalomanes clathratum là một loài thực vật có mạch trong họ Hymenophyllaceae. Loài này được (Tagawa) K. Iwats. miêu tả khoa học đầu tiên năm 1985.